# Kolonizace Měsíce

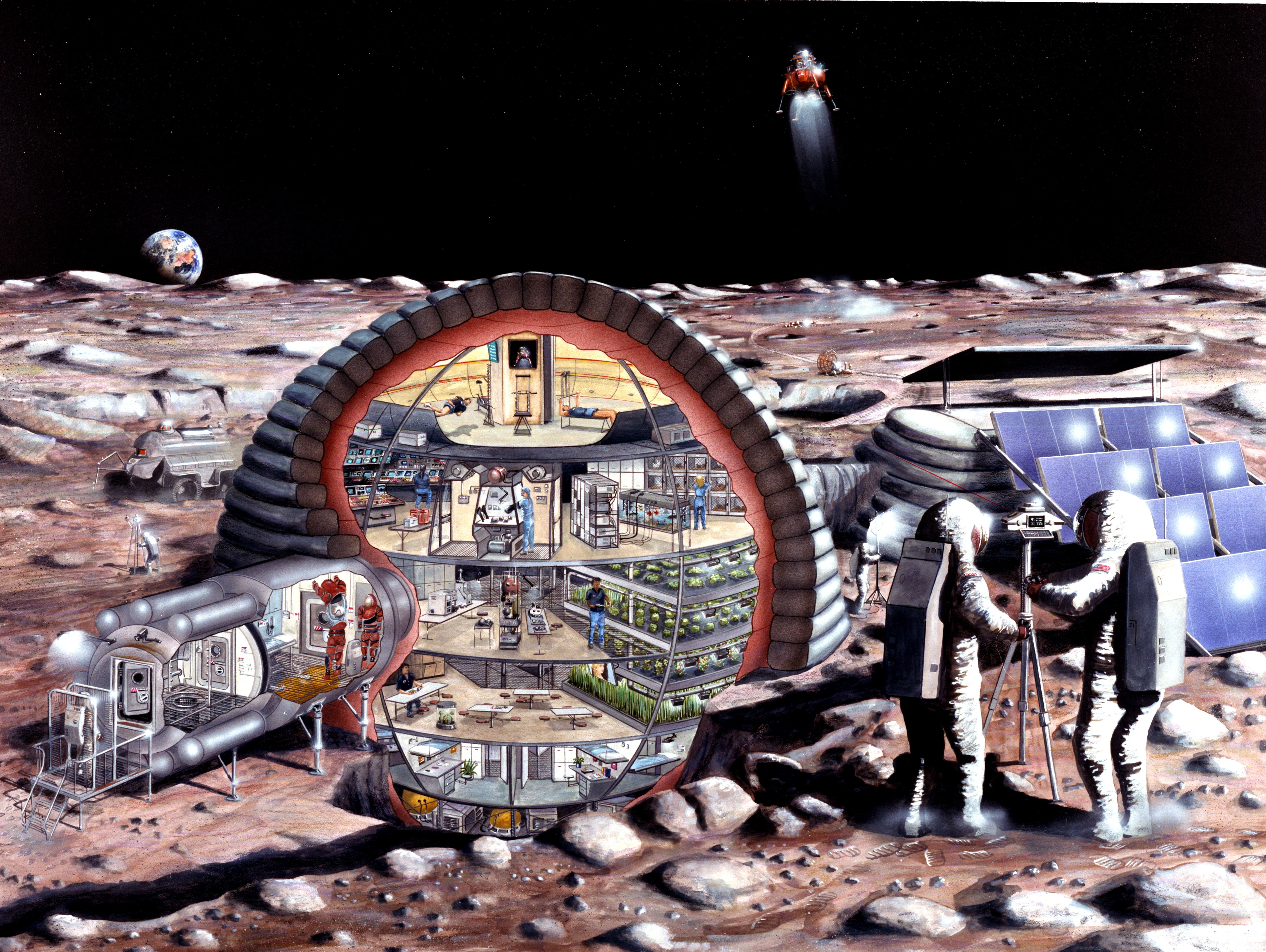
Umělecká představa měsíční základny

Kolonizace Měsíce je plánované vytvoření trvalé lidské přítomnosti na Měsíci. Spisovatelé sci-fi a zastánci vesmírného výzkumu vidí osídlení Měsíce jako logický krok v expanzi lidstva mimo Zemi, jelikož umožní získat ekonomickou, těžební a výzkumnou stanici poblíž Země. Díky své blízkosti k Zemi je Měsíc hlavním a logickým kandidátem na vytvoření první stálé základny lidstva ve vesmíru.
Na tělese se nachází zásoby vody, které by se daly použít pro výrobu kyslíku a paliva, ale také bohaté energetické a surovinové zdroje, které by se daly využít pro další kolonizaci vesmíru například v podobě cesty na Mars.

## Historie
Měsíc se jako nejbližší souputník Země nabízel pro lidské využití od pradávna. První vážné úvahy sahají do dob začátku sci-fi literatury, když se začalo považovat za možné letět na Měsíc (např. román Cesta na Měsíc). Vážně se myšlenkou začal zaobírat několik let před začátkem kosmické éry ruský vědec Konstantin Ciolkovskij společně s dalšími sovětskými vědci. V průběhu 50. let 20. století začalo být jasné, že je v lidských silách se na Měsíc dostat a tak se projekty na jeho využití a osídlení začala zaobírat stále větší část vědecké obce a inženýrů, kteří začali navrhovat zařízení pro obyvatele Měsíce.
Na počátku kosmického věku se nevědělo, z čeho je Měsíc stvořen a panovaly jisté obavy, že jeho povrch může být tvořen jemným prachem, do kterého by se veškerá pozemská technika propadla. Tyto obavy popsal ve své knize Měsíční prach (1961) přední spisovatel sci-fi Arthur C. Clark. Pozdější průzkum povrchu Měsíce řízeným dopadem, přistáním a odběrem vzorků ukázaly, že povrch je pevný a že podobné nebezpečí astronautům nehrozí. V Československu byla v té době kolonizace Měsíce námětem například sci-fi knih pro mládež Akce L (1956) či Šest dnů na Luně 1 (1963).
V 60. letech 20. století se rozběhl projekt Apollo, který měl za úkol dopravit na Měsíc a zpět člověka. Projekt si vyžádal okolo 21 miliard dolarů a skončil 6 přistáními člověka na Měsíci. Jelikož v té době šlo převážně o získání prestiže pro Ameriku a nikoliv o snahu trvale využít Měsíc, po skončení projektu zájem o Měsíc uvadl a zastavil se přísun peněz.
Až do 90. let 20. století byl tak Měsíc z větší části přehlížen a průzkum se zaměřoval na hlubší vesmír a investice šly do vybudování drahých raketoplánů. V posledním desetiletí došlo k renesanci zájmu a k Měsíci se vydalo několik sond, jež měly za úkol jeho podrobné zmapování, geologický průzkum, hledání vody a vytyčení příhodných přistávacích míst a případně pozic pro založení stálé základny.

## Plány
V současnosti již existují plány, jak by měla stálá základna na Měsíci vypadat a mnoho technologií již bylo odzkoušeno. Předpokládá se, že by základna z počátku měla být co nejvíce soběstačná, aby se zmenšily náklady na dovážení surovin. Základním předpokladem je voda, která se naštěstí na Měsíci v určitém množství nachází a to převážně v oblasti pólů. Dá se tedy předpokládat, že první základna by mohla vzniknout někde v této oblasti. Voda se bude využívat jako hlavní složka pro výrobu kyslíku a druhotně vodíku, jenž se bude moci používat jako palivo pro rakety.
Základna se bude skládat z několika částí. Ty budou co nejvíce automatické a soběstačné, zpočátku by se
minimalizoval počet lidí potřebných na povrchu do doby, než se postaví větší základna. Je pravděpodobné, že by se skládala z obytné části, průmyslového či zpracovatelského modulu, spojovacího centra a přistávací oblasti.
Je pravděpodobné, že se podobně jako v případě vody ve snaze minimalizovat náklady bude měsíční základna stavět z materiálu dostupného na povrchu Měsíce (existují již funkční prototypy solárních pecí, pomocí kterých by se daly z měsíčního prachu vyrábět stavební bloky).
Plány počítají s využitím automatizovaných sond, které by měly před příletem člověka na povrch dopravit většinu potřebného materiálu, jejž by člověk jen uvedl k činnosti a používání.

## Využití
Stálá základna na Měsíci poskytuje značné možnosti využití, které na Zemi není možné. Ať už se jedná o ideální pozorovací místo (není zde atmosféra, rušivé záření ze Země), tak i potenciální ekonomická základna, jež by poskytovala suroviny pro další kosmické mise, či také v pozdější fází jako značné turistické lákadlo.

### Obytná základna

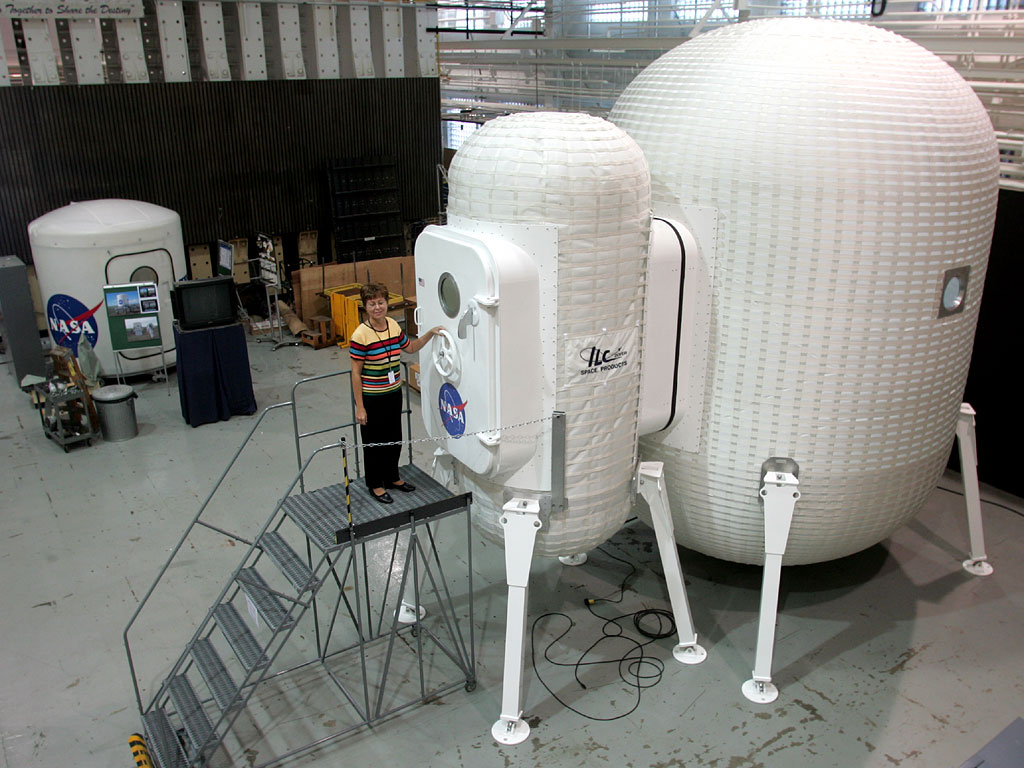
Obytná buňka při testování v NASA

Jelikož na Měsíci není atmosféra, dopadá na jeho povrch velké množství kosmického záření a radiace. To znemožňuje dlouhodobé setrvání člověka na jeho povrchu. Obytné části by se tak buď musely stavět ze silného materiálu, což by prodražovalo jejich konstrukci a náklady na dopravu. Druhou variantou je obložit konstrukci regolitem, či umístit základnu pod povrch. Toto se jeví momentálně jako nejlepší řešení. Variantou je využití některého z kráterů, který by se nechal zastřešit a napustit atmosférou. Tím by se získala velká obytná plocha, která by byla chráněna. Oproti tomu panují obavy z proražení krytu kráteru například meteoritem.
Objevily se též plány na přechodné ubytování ve speciálních nafukovacích stanech, které by byly snadno složitelné, lehké a snadno dopravitelné na povrch.

### Ekonomický přínos
Ekonomický přínos se očekává zejména v oblasti rozvoje nových technologií, které komerčně využije pozemský průmysl:
- Vytvoření a otestování technologií souvisejících s transportem a kolonizací (i projekt Apollo vygeneroval celou řadu nových technologií)
- Vývoj nových technologií a výrob, které využijí odlišných podmínek na Měsíci (vakuem odlehčené porézní kovy apod.)

Další ekonomické přínosy kolonizace jsou vzhledem k vysokým nákladům sporné (turistika, těžba surovin).

### Těžba surovin
Na Měsíci by se v budoucnu mohl těžit např. vzácný izotop helia helium-3, který by sloužil jako palivo pro nukleární fúzi.

### Doprava z Měsíce
Doprava by mohla probíhat podobně jako např. při programu Apollo, uvažuje se o stavbě magnetického katapultu nebo orbitálního výtahu.

### Vědecké využití Měsíce
Dá se předpokládat, že prvními obyvateli Měsíce budou převážně vědci a technici, kteří se budou věnovat projektům, jež by měly přinést lidstvu další poznatky. Mezi nejlukrativnější projekt, který je v současnosti podrobně zpracován, je vystavení velkého radioteleskopu na odvrácené straně Měsíce v některém z kráterů. Tento radioteleskop by byl dokonale odstíněn od rušivých faktorů, které jsou produkovány na Zemi, což by mu umožňovalo „poslouchat“ noční oblohu s mnohem lepšími výsledky než současné velké Dalekohledy na povrchu Země.
Mimo tento teleskop se odvrácená strana hodí i k výstavbě sledovacích teleskopů, či případně obrovských teleskopů, které by nebyly limitovány tak silnou gravitací jako na Zemi (na druhou stranu se dá předpokládat, že u podobných přístrojů je výhodnější je umístit do libračního bodu, kde nepůsobí gravitace žádná).
Měsíc také skýtá obrovský potenciál pro pozorování Slunce a pro další vědecké pokusy, které vyžadují menší gravitaci.

## Současnost
V současnosti situace vypadá, že se opět naplno rozbíhají závody o Měsíc. Již několik národů vyhlásilo koncepce, že se do několika let chystají vrátit na jeho povrch a vystavět zde první stálou základnu, jež by měla být prvním krokem k celkovému využití a kolonizaci Měsíce. Vedle Američanů, kteří jako jediní na Měsíci již byli se na Měsíc chystají Rusové, Číňani, Japonci, Evropané
a potenciálně i Indové.
Ve hře je jak národní prestiž, tak i obrovský ekonomický a surovinový potenciál Měsíce, na který by si mohly země nárokovat práva. Na druhou stranu je Měsíc podobně jako Antarktida pod správou OSN, takže případná práva na těžbu budou probíhat bouřlivou debatou.
Nakolik se podaří časový harmonogram splnit je otázkou peněz respektive škrtů, které se často v kosmických programech objevují. Již nyní je ale jasné, že se nebude jednat o projekt podobný Apollu, který by měl za cíl jenom člověka na Měsíc dopravit. Současná mise by měla za úkol vytvořit trvalou základnu na Měsíci. Oproti minulým rokům vypadá situace lépe.
Návrhy na většinu zařízení (obytné části, automatizované těžební stroje, dopravní prostředky) jsou většinou již navrženy a řada z nich prošla fází funkčního prototypu. Největší překážkou jsou tedy finanční nároky takovéhoto podniku. Náklady se odhadují v rozmezí řádově stovek miliard dolarů (některé prameny uvádějí 104, jiné 500-800 miliard dolarů). Celková přesná suma je neznámá, ale je poměrně jisté, že podobně jako u projektu Apollo by byla investice velmi dobře zúročena a přinesla by větší zisk (u projektu Apollo se odhaduje, že každý investovaný dolar se vrátil americké ekonomice 4x až 5x).

## Kolonizace v literatuře
- Měsíc je drsná milenka - Robert A. Heinlein
- Šest dnů na Luně 1 - Ivo Štuka, Teodor Rotrekl, 1963 - populárně naučné pro mládež
- Akce L - František Běhounek, 1956 - populárně naučné pro mládež
- Měsíc mého života - Ondřej Neff, 1988

### Odborná literatura
- W. W. Mendell, editor; Lunas Bases and Space Activities of the 21st Century, NASA, 1985, ISBN 0-942862-02-3 (podrobné shrnutí v angličtině)
- LÁLA, Petr; VÍTEK, Antonín. Malá encyklopedie kosmonautiky. Praha: Mladá fronta, 1982.